# Demorphed
Demorphed ist eine deutsche Death-Metal-Band mit Thrash-Metal-Einflüssen.

## Geschichte
Demorphed wurde 2010 durch Markus Holzer und Tobias Rühl in Pforzheim gegründet.
Im Jahr 2015 erschien mit The Garden of Bones eine EP. Am 27. Januar 2019 folgte mit Creation of a War Machine das Debütalbum. Zur Single Downfall to Xibalba aus diesem Album wurde erstmals auch ein Musikvideo veröffentlicht, das in den Medien Beachtung fand. Beide Alben wurden beim hauseigenen Label Bloody Bastards veröffentlicht.
Am 23. September 2022 erschien das zweite Album mit dem Titel Denial of Death bei dem neuen Label Darkstorm Records. Es verarbeitet inhaltlich die Schattenseiten des menschlichen Wirkens. Bereits vorab am 12. August 2022 wurde das offizielle Musikvideo Alkahest zur gleichnamigen Single und damit der erste Song des Albums veröffentlicht.
Demorphed spielte bisher über 100 Live-Auftritte und ist dabei unter anderem mit den Death-Metal-Bands Apophis, Fleshcrawl, Dew-Scented, Disbelief und Nervecell aufgetreten. Weiterhin ist Demorphed auch auf mehrtägigen Festivals, wie dem Boarstream Open Air 2022, auf dem Grabbenacht Metal Festival 2023 und dem Metalheadz Village Festival 2023, vertreten.

## Name
Der Begriff „Demorphed“ ist eine Kombination der beiden englischen Adjektive „deformed“ und „disfigured“, die beide eine ähnliche Bedeutung haben und für deformiert, verformt, entstellt, verunstaltet, missgebildet oder missgestaltet stehen. Die Texte handeln von gesellschaftskritischen Themen.

„DEMORPHED steht für das „Verformte“ oder „Missgestaltete“ und ist für uns Sinnbild unserer kranken Welt – ein finsteres Spiegelbild, zelebriert in rohem Death Metal.“

## Stil
Inspiriert wird die Musik von Demorphed von Bands wie Vader, Cannibal Corpse, Morbid Angel, Bloodbath und Immolation.
Dabei wird die Musik der Gruppe als Death Metal mit vielen Breaks und Tempowechseln, prägnanten Riffs und einigen Thrash-Metal-Elementen beschrieben oder auch als zeitloser Balls to the Wall Death Metal.

## Diskografie
- 2015: The Garden of Bones (EP, Bloody Bastard Records)
- 2019: Creation of a War Machine (LP, Bloody Bastard Records)
- 2019: Various – Legacy 03/19 (Sampler, Legacy Magazin Nr. 120, 03-2019)[11]
- 2022: Denial of Death (LP, Darkstorm Records)

## Rezeption
Im Musikmagazin Rock Hard wird der brutale, wieselflinke Death Metal gelobt, der mit einer leicht technischen Kante daherkommt. Auch in weiteren Besprechungen namhafter Musikmagazine fällt die Kritik gut aus. Der Metal Hammer schreibt über die Band:

„Mit dem sakralen Intro wird man von der Band abgeholt, um dann von einer Welle aus brutalen Gitarren-Riffs überrollt zu werden.“

Im Legacy Magazin wird das erste Album Creation of a War Machine als erstaunliche fette Scheibe bewertet. Zum zweiten Album Denial of Death schreibt das Magazin:

„Und gerade live sollte das Material von Denial of Death noch tödlicher wirken, schließlich kann man sich schon auf Platte den Nackenbrecher-Grooves von Road to Ruin, Fuel the Fire, Erebus and Terror oder Shake Venom praktisch nicht entziehen.“

### Wichtige Nebenprojekte
Einzelne Bandmitglieder von Demorphed engagieren sich in weiteren Musikprojekten:
Tobias Rühl spielt bei Imperium Dekadenz als Live-Gitarrist und bei Nail by Nail als Gitarrist. Markus Holzer und Tina Gruschwitz sind beide aktive Bandmitglieder bei Cryoblood. Gruschwitz ist zudem aktives Mitglied bei Chaos Rising, einem internationalen Online-Bandprojekt verschiedener Metal-Subgenres an dem ausschließlich Frauen beteiligt sind.
Weiterhin entwarf Gruschwitz bei Dark Light Illustrations bisher die Albumcover für Demorphed, Cryoblood und das Chaos Rising Project sowie für andere Death-Metal-Bands und Musikprojekte.